# Los viajes del buen doctor Can
Los viajes del buen doctor Can (chino simplificado: 老残游记; chino tradicional 老殘遊記; pinyin: Lǎo Cán Yóujì) es una novela escrita por Liu E (1857-1909) entre 1903-04 y publicada en 1907, la cual gozó de un notable éxito. Camuflando levemente su propia mentalidad con la de Lao Can, el héroe doctor, Liu describe el Levantamiento de los bóxers, el deterioro del sistema de control del Río Amarillo, y la incompetencia de la burocracia. Esta sátira social muestra los límites de la antigua élite y de los funcionarios, además profundiza en las vivencias de la zona rural en los últimos años de la dinastía Qing.

## Historia de la publicación
Los 13 primeros capítulos fueron publicados en la revista bisemanal Xiuxiang Xiaoshuo (chino simplificado: 绣像小说; chino tradicional: 繡像小說; inglés: Illustrated Fiction; Ficción Ilustrada) desde marzo de 1903 hasta enero de 1904, de la edición 9 hasta la 18.
Fue publicado en Tianjin Riri Xinwen Bao
(chino simplificado: 天津日日新闻报; chino tradicional: 天津日日新聞報: inglés, lit.: 'Tientsin Daily News' )
en una versión de 20 capítulos con un prólogo.

## Argumento
En el prólogo, Lao Can (chino simplificado: 老残; chino tradicional: 老殘; inglés, lit.: “Old Decrepit”; Viejo Decrépito), un médico viajero, sueña que China es un barco naufragando. Cuando el sueño termina, Lao Can emprende un viaje para arreglar los problemas que China había sufrido. En la historia, Lao Can intenta corregir las injusticias, cambiar las actitudes hacia las mujeres, y comprometerse en una discusión filosófica acerca del futuro del país. Lao Can también actúa como detective en varias tramas relacionadas con pequeños crímenes.

## Estilo
Milena Doleželová-Velingerová escribió acerca de la integración de las subtramas detectivescas, “completamente diferente a sus componentes líricos”, “convierte la novela en algo muy innovador”. Remarca el uso de la poesía y el simbolismo, pues “lo que distingue a esta novela de las demás es el discurso sin acción, incluyendo las famosas descripciones poéticas del paisaje chino, aunque, éstas están pensadas para no ser únicamente comprendidas como imágenes de belleza natural, sino como una declaración metafórica acerca de la situación de la sociedad”.  

## Análisis
Donald Holoch argumenta que el libro completo, y no únicamente el prólogo, debe ser visto como una alegoría, y si se usa otro enfoque, la novela carecería de unidad. Él cree que los personajes y eventos de la novela ilustran un “complejo conservadurismo” que concluye con que la tecnología, en lugar del cambio social, es la respuesta a los problemas sufridos en China. Por otro lado, la reseña de Cordell D. K. Yee The Chinese Novel at the Turn of the Century,  discute que “es dudoso que todos los episodios conformen una alegoría”. Robert E. Hegel, debate que la interpretación de Holoch es persuasiva y “crea una contribución sustancial para el estudio de la novela”.

## Traducciones españolas
- Liu E (2004). Los viajes del buen doctor Can (Javier Martín Ríos, Juan José Ciruela Alférez y Gabriel García-Noblejas, trad.). Ediciones Cátedra. ISBN 9787020024582.